# Dobson River
Der Dobson River (Sprache der Māori: Ōtaao) ist ein Fluss im Waitaki District der Region Canterbury auf der Südinsel von Neuseeland.

## Geographie
Der Fluss entspringt auf einer Höhe von ca. 1900 m westlich des 2379 m hohen Mount Edgar Thomson und fließt von dort aus zunächst über rund 2,5 km in eine westliche Richtung, schwenkt dann für rund 3 km nach Südwesten, um den Rest seines Weges zwischen der Naumann Range im Westen und der Ohau Range im Osten nach Süden fortzusetzen. Südlich des südlichen Endes der Naumann Range mündet der Dobson River dann schließlich nach rund 43 km Flussverlauf als linker Nebenfluss in den Hopkins River.

## Wanderweg
In dem Tal des Dobson River verläuft die Dobson Valley Route zunächst ostseitig des Flusses bis zur Station Hut und dann weiter das Flussbett mehrfach kreuzend bis zur Reardon Hut. Der Wanderweg besitzt eine ungefähre Länge von 39 km und beginnt am Ende einer Schotterstraße, die östlich entlang des Lake Ōhau und vom See aus noch rund 10 km nach Norden führt.